# جیمی استاف
جیمی استاف (انگلیسی: Jamie Staff؛ زادهٔ ۳۰ آوریل ۱۹۷۳) دوچرخه‌سوار اهل بریتانیا است.
وی در مسابقات کشوری و بین‌المللی در مجموع برندهٔ ۵ مدال طلا، ۶ مدال نقره، ۴ مدال برنز شده‌است.